# Ангвиллара

Герб.

Ангвиллары итал. Anguillara — баронская семья Лация времён средних веков и раннего Ренессанса, пользовавшаяся влиянием в Риме и на территории нынешнего Витербо.

## История
Ангвиллары были норманнского происхождения. Скорее всего, они взяли или дали свое имя городу Ангвиллара-Сабация на озере Браччано. Само название могло относиться к итальянскому слову итал. anguilla (угорь) или, как утверждают некоторые, к римской вилле (villa angularia) на углу озера (лат. angulum).
Первый граф Рамоне Ангвиллара упоминается как враг пап. В 1090 г. сеньор Ангвиллары Герардо в союзе с Префетти ди Вико выступал против римской коммуны. Его преемниками были Иоанн, взявший Санта-Северу, и Никколо, завоевавший Толфу в 1146 году. В 1186 году Пандольфо I начал долгую борьбу с Вико за контроль над северным Лацио и встретился с императором Священной Римской империи Генрихом VI в Орвието, также приняв его в 1191 году.
Пандольфо II встал на сторону Фридриха II во время осады Витербо (1243 г.), но был захвачен папскими войсками и заключен в тюрьму в Рончильоне. Таким образом, феодальное владение Ангвиллара было захвачено Пьетро ди Вико, который правил там до возвращения Пандольфо в 1246 г.
В ходе авиньонского пленения пап семья перенесла свою штаб-квартиру в Рим и Капранику, где римский сенатор Орсо дель Ангвиллара принимал у себя поэта Петрарку в 1336 году. Мать Орсо была представительницей династии Орсини, а его отец — семьи Колонна, что сделало Ангвилларов одной из самых важных римских семей.
На смену Орсо пришли Пьетро, Дольче и Эверсо II, известный кондотьер, завоевавший Ветраллу, Капраролу и Санта-Пупу. Его сын Франческо был отлучен от церкви и заключен в тюрьму в замке Святого Ангела, а все владения семьи были приобретены апостольской палатой при папе Павле II. Дейфобо, другому сыну Эверсо, удалось вернуть свои земли, которые он удерживал до своей смерти в 1490 году. В том же году Иннокентий VIII передал земли Ангвилларов своему племяннику Франческетто Кибо.
Последний известный член семьи — кондотьер Ренцо да Чери, сражавшийся при защите Рима во время разграбления 1527 года. Семья вымерла в XVIII в.